# Blaue Quelle
Koordinaten: 47° 40′ 11″ N, 12° 11′ 12″ O
Die Blaue Quelle ist eine Karstquelle in Erl im Unterinntal und das älteste Naturdenkmal Tirols.
Leider ist sie inzwischen als Privatbesitz deklariert und der Zugang zu diesem Naturdenkmal durch Besucher nicht mehr gestattet.

## Beschreibung

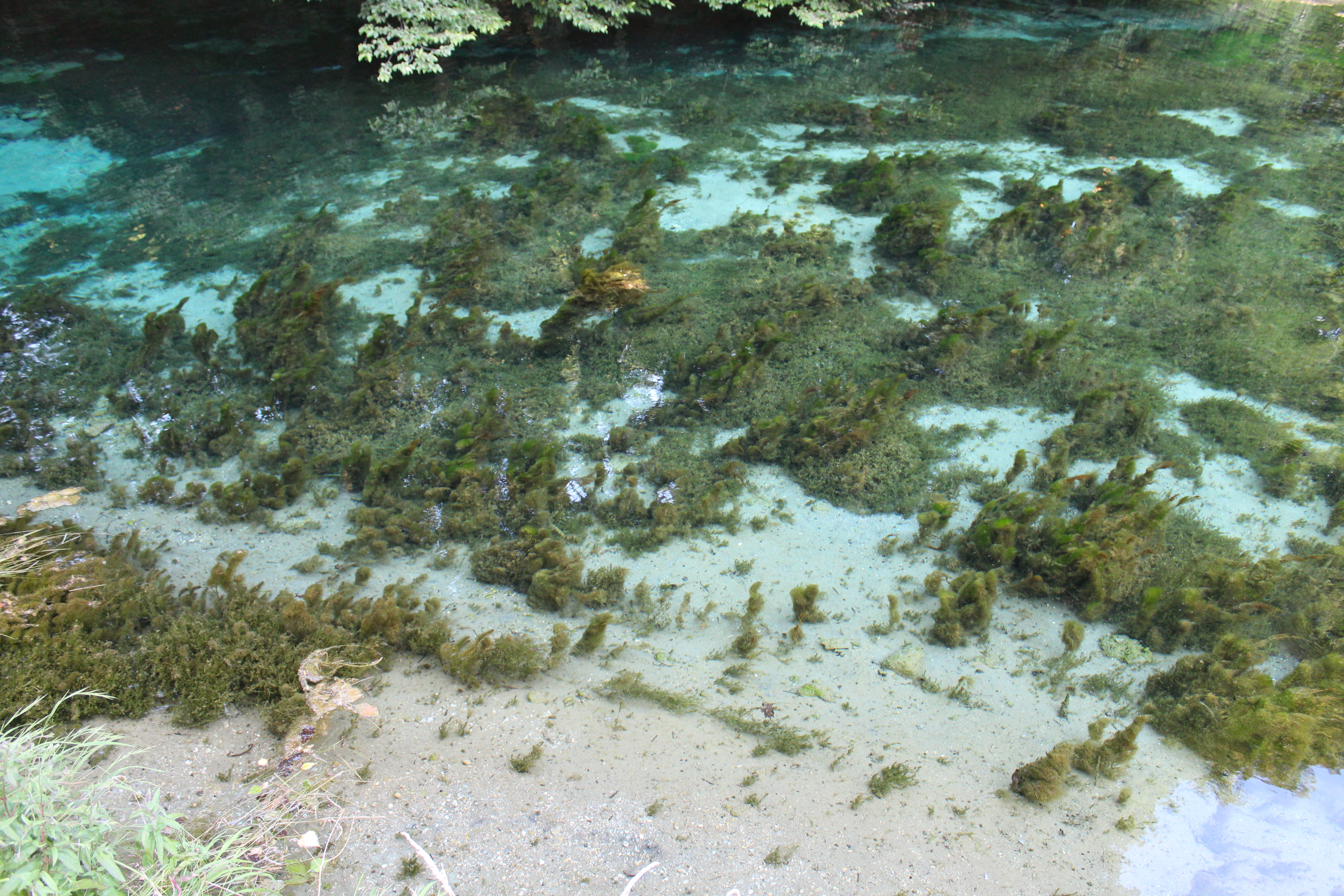
Der mit Algen bewachsene Quellteich

Die Quelle liegt in einer Höhe von 471 m ü. A. rund 300 m südöstlich des Erler Passionsspielhauses.
Sie speist einen Quellteich, der ihr mit seiner klaren und tiefblauen Farbe den Namen gegeben hat. Der sandige Boden ist mit Armleuchteralgen bewachsen.
Der Teich ist von einer Baumgruppe aus Rosskastanien, Buchen, Eichen, Eschen, Linden und Birken umgeben. Quelle, Teich und Baumgruppe wurden 1926 als erstes Objekt in Tirol zum Naturdenkmal erklärt.
Das Wasser fließt über Mühlgrabenbach und Trockenbach nach rund einem Kilometer dem Inn zu.

## Hydrologie
Seit 1992 befindet sich an der Blauen Quelle eine Quellmessstelle (Nummer 395434) des Hydrographischen Dienstes Tirol. Typisch für eine Karstquelle steigt die Wasserführung bei Niederschlägen rasch an. Die mittlere Quellschüttung beträgt 751 l/s (Reihe 1992–2010), das Minimum 291 l/s (gemessen am 9. Jänner 1999), das Maximum 2132 l/s (11. Juli 2005).
Auffällig ist im Gegensatz dazu die geringe Schwankung der Wassertemperatur um nur 0,2 °C, sie beträgt nahezu konstant 8,1 °C. Auch die Leitfähigkeit variiert nur relativ gering zwischen 516 und 596 μS/cm bei einem Mittelwert von 581 μS/cm.
Die geringe Schwankung von Temperatur und Leitfähigkeit deutet auf einen hohen Anteil von Tiefenkarstwasser hin.